# おれがあいつであいつがおれで
『おれがあいつであいつがおれで』は、山中恒による日本の児童文学作品。旺文社の『小6時代』に1979年4月号から1980年3月号まで12回に亘って連載された。

## 概要
ふとしたはずみで身体が入れ替わってしまった少年少女を描いた性転換フィクション作品。小学生の男女2人の異性の身体や生活習慣の違いに対する戸惑い、性への目覚めと相互理解に至るまでをユーモアを交えつつ描いている。本作について作者の山中恒は、心理劇だと繰り返し語っている。
1980年の初版刊行以来、映画やドラマなどで幾度も映像化されたことなども手伝って、2000年代に入ってもロングセールを続けている。
本作は登場人物の人格の入れ替わりをテーマにしているが、大林宣彦監督による映画化作品『転校生』を通じて数々のフィクション作品に影響を与え、日本での"人格入れ替わりコンテンツ"の人気に大きく寄与している。親兄弟を含め、別人同士が入れ替わってしまうという話は、平安時代に書かれた日本の『とりかへばや物語』（作者不詳）、アメリカのマーク・トウェインによる小説『王子と乞食』やチャップリンの映画『独裁者』など、洋の東西を問わず古くから存在する。そして、人格の入れ替わりについてもその歴史は意外と古く、1882年にイギリスの作家エフ・アンスティが出版した父と息子の人格が入れ替わる小説『Vice Versa (あべこべ)』がその最初期のものと言われている。その後も1936年には笑気ガスで人格が入れ替わるというP・G・ウッドハウスによるイギリスの小説『Laughing Gas』が、1972年には母と娘が入れ替わるというメアリー・ロジャースによるアメリカの小説『Freaky Friday』といった作品が書かれている。日本においては、兄妹の入れ替わりを描いたサトウハチローの児童文学『あべこべ玉』（1934年、のちに『あべこべ物語』と改題）あたりが最初期と言われ、本作がそれに続く作品であるとされる。中世に書かれた狂言の鷺流脚本「伊勢物語」は、日向の国から伊勢神宮に向かった参宮道者と、伊勢国安濃郡の出家斎夢坊が、同じ御堂の縁側で昼寝をし、通りがかった百姓から急に起こされ、二人の魂が入れ替わってしまう話である。三人が異変に驚く中で、百姓は、二人をもう一度寝かせ、改めて起こし直して元通りにする事を提案する。無事元に戻った二人には、入れ替わった時の記憶はなかったというこの話は、最古の類話といえるかもしれない。

## ストーリー
斉藤一夫は、小学6年生のやんちゃで元気な男の子。ある日、一夫のクラスに幼馴染の女の子、斉藤一美が転校してくる。幼い頃の思い出をみんなの前であっけらかんと話す一美と、それをうとましく思う一夫。そんな二人の身体が、ひょんなことから入れ替わってしまう。
とりあえず、お互いの振りをして生活することにした二人だが、他人の、それも異性の生活になかなか馴染むことが出来ず、素の自分が出てしまう。周囲も、まじめでおとなしくなった一夫と、男勝りで荒っぽくなった一美に対して違和感を抱くようになる。
一美の服を着て、女言葉を使い、一美らしく振る舞うことになってしまった一夫。スカートをはいて登校すれば、友達だった男の子にスカートめくりをされたり、一美から、自分が生理になると聞かされ慌てたりと、男の子であった一夫にとって、女の子として過ごす生活は戸惑うことばかり。しかし、そんな自分を心配してくれる一美も、男の子としての生活の中で辛い目にあっていると知って彼女を思いやるようになり、二人は次第に絆を深めていく。
そんな中、一夫の父親の転勤が決まり、一美は今度は一夫として、また転校することとなった。離れ離れになったら、もう二度と元の身体に戻れない……。果たして二人は、元に戻ることが出来るのだろうか？

## エピソード
本著を原作として製作された「転校生」を監督した大林宣彦は映画化に合わせて発行された文庫本のあとがきで、映画ではハエ退治の為老婆に殺虫剤をかける場面があるが、あれは出版社に執筆を依頼された際、山中が「子供が人をぶっ殺す作品を書きたい」と担当編集者に伝えたアイデアの名残りではないかと推測している。

## 書籍データ
- おれがあいつであいつがおれで（1980年6月20日、旺文社 創作児童文学 単行本、ISBN 978-4-01069-405-3）
- おれがあいつであいつがおれで（1982年2月、旺文社 旺文社文庫、ISBN 978-4-01061-324-5）
- おれがあいつであいつがおれで（1998年7月1日、理論社 山中恒よみもの文庫、ISBN 978-4-65202-161-3）
- おれがあいつであいつがおれで（2007年5月25日、角川書店 角川文庫、ISBN 978-4-04141-703-4）
- おれがあいつであいつがおれで（2012年8月9日、角川書店 角川つばさ文庫、ISBN 978-4-65202-161-3）
- おれがあいつであいつがおれで（2013年8月1日、童話館出版 子どもの文学・青い海シリーズ 23、ISBN 978-488750-141-6）

## 派生作品

### 映像
- 1982年 映画『転校生』（主演：尾美としのり・小林聡美） - 大林宣彦監督による映画化。
- 1985年 フジテレビ 月曜ドラマランド『転校生!おれがあいつであいつがおれで』（主演：石野陽子、松野達也）
- 1986年 フジテレビ 月曜ドラマランド『転校生!おれがあいつであいつがおれで2』（主演：石野陽子、松野達也）
- 1992年 フジテレビ ボクたちのドラマシリーズ 『放課後』（主演：観月ありさ、いしだ壱成）
- 2002年 NHKドラマ愛の詩『どっちがどっち!』（主演：飯田美心、渋谷謙人）
- 2002年 TBS モーニング娘。サスペンスドラマスペシャル『おれがあいつであいつがおれで』（主演：吉澤ひとみ、勝地涼）
- 2007年 映画『転校生-さよなら あなた-』（主演：蓮佛美沙子、森田直幸） - 大林監督による再映画化[7]。

### 漫画
- 1981年 『なんとかしなくちゃ!』（漫画：いでまゆみ・原作：山中恒、講談社KCなかよし、ISBN 978-4061083882）
- 2007年 『転校生 さよならあなた』（三国桃子著・PSC原作、角川書店、ISBN 978-4048541077） - 2007年の再映画化に合わせて発売された映画のコミカライズ作品。